# Blagaj Japra
Blagaj Japra (cyr. Благај Јапра) – wieś w Bośni i Hercegowinie, w Republice Serbskiej, w gminie Novi Grad. W 2013 roku liczyła 807 mieszkańców.